# Thomas Karallus

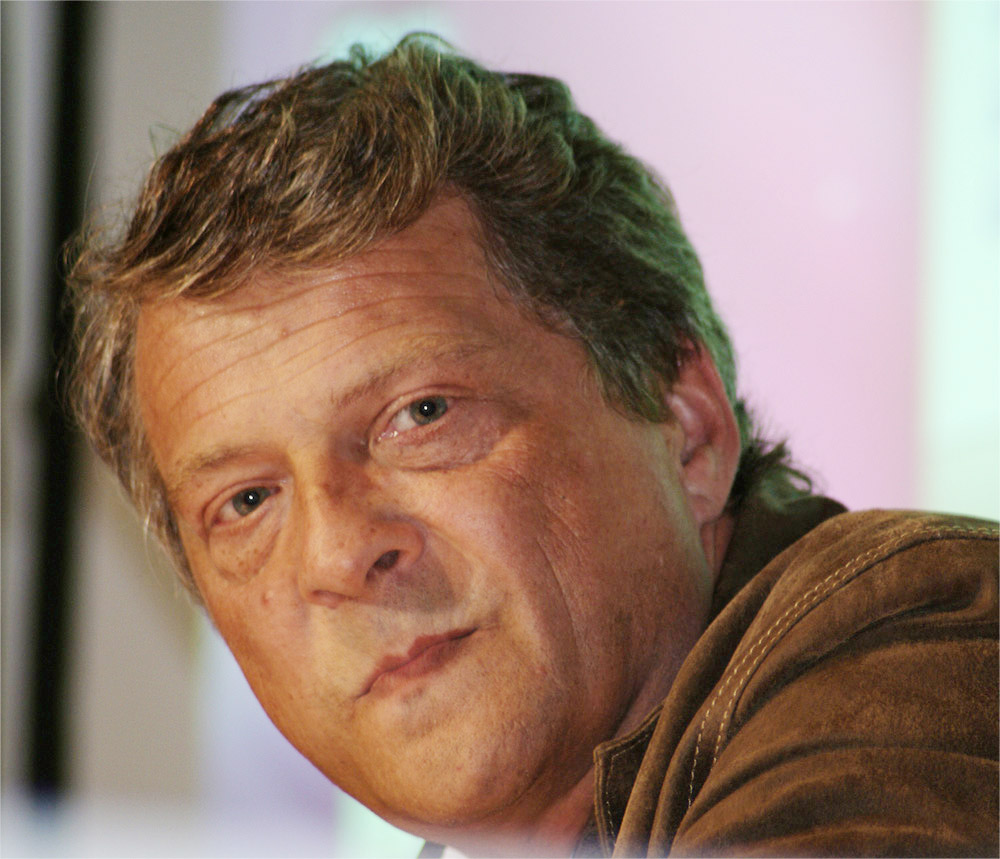
Thomas Karallus auf der Messe Die Hörspiel im Juni 2009 in Hamburg

Thomas Karallus (* 10. Oktober 1958 in Hamburg) ist ein deutscher Synchronsprecher, Schauspieler sowie Synchron- und Hörspielregisseur.

## Karriere
Nach einer in Hamburg absolvierten Schauspielausbildung hat er zunächst Theater gespielt. Neben einigen Rollen als Schauspieler in verschiedenen Fernsehserien wie Das Traumschiff, Die Schwarzwaldklinik und Großstadtrevier ist er vor allem als Synchronstimme von Kevin James bekannt. Seine Stimme ertönt auch in einer ganzen Reihe von Hörspielen, bei denen er häufig auch Regie führt. Ebenso bei Dokumentationen für Discovery und die BBC. Thomas Karallus betreibt seit vielen Jahren in Hamburg sein eigenes Tonstudio. Hier führt er auch Regie für verschiedene Hörspielserien.

## Werk (Auswahl)

### Synchronrollen (Auswahl)
Kevin James
- 1998: als Kevin Daniels in Alle lieben Raymond (Fernsehserie)
- 1998–2007: als Doug Heffernan in King of Queens (Fernsehserie)
- 1999: als Doug Heffernan in Alle lieben Raymond (Fernsehserie)
- 2004: als Fabrikarbeiter in 50 erste Dates
- 2005: als Albert in Hitch – Der Date Doktor
- 2006: als Fleischverkäufer in Verbraten und Verkauft
- 2007: als Larry Valentine in Chuck und Larry – Wie Feuer und Flamme
- 2008: als Hacky Sack in Leg dich nicht mit Zohan an
- 2009: als Paul Blart in Der Kaufhaus Cop
- 2010: als Eric Lamonsoff in Kindsköpfe
- 2011: als Griffin Kayes in Der Zoowärter
- 2011: als Nick Brannen in Dickste Freunde
- 2012: als Scott Voss in Das Schwergewicht
- 2013: als Eric Lamonsoff in Kindsköpfe 2
- 2015: als Präsident Will Cooper in Pixels
- 2015: als Paul Blart in Der Kaufhaus Cop 2
- 2016–2018: als Kevin Gable in Kevin Can Wait (Fernsehserie)
- 2020: als Officer Steve Downing in Hubie Halloween
- 2021: als Kevin Gibson in The Crew (Fernsehserie)

#### Filme
- 1989: Tomas Arana als Evald in The Church
- 1992: Paul Birchard als Billy in Cthulhu Mansion
- 1993: Alexis Arquette als Cpl. Dawson in The Killing Box
- 2012: Gavin Yap als Julius in Fischen Impossible – Eine tierische Rettungsaktion
- 2014: David Zayas als Lou in Annie
- 2022: David Ayala als Patrick in Ein Triumph

#### Serien
- 1966: Bob McFadden als Cool McCool in Cool McCool
- 1985: Patrick Collins als Mortimer Carstairs in Unsere kleine Farm
- 1991: Sandy Marshall als Roboter Buzzwang in Galaxy Rangers
- 1991: Dion Williams als LJ (Lothar Junior) in Defenders of the Earth – Die Retter der Erde
- 1995: Norio Wakamoto als Tsubasa Ozoras Vater in Die tollen Fußball-Stars
- 2007–2009/2014: Ron Howard als Erzähler in Arrested Development

### Sprecher in Hörspielen
- 2002/2003: „4 1/2 Freunde“ (2 Folgen), Rollen: „Herr Linke“, „Herr Brinkmann“
- Lexikon in Abrafaxe
- Terry in Biggi
- Jackson Brooks in Dan Shockers Gruselkabinett
- Marcus Lake in Die drei ??? (Folge: Das Auge des Drachen)
- Claes und Attila in Die Knickerbocker Bande
- Erzähler in Die Teufelskicker
- Erzähler in Die Kleine Prinzessin
- Erzähler in „Mascha und der Bär“
- Erzähler in der Anime-Serie Sailor Moon
- Erzähler in der Anime-Serie One Piece
- Diverse Hörspiele zu Filmen wie z. B. Jurassic Park 3, E.T. – Der Außerirdische
- Pater Brown-Hörspiele in diversen Rollen
- Sherlock-Holmes-Hörspiel, Folge: Der Hund der Baskervilles (Hörspielserie von maritim)
- Vonlipp in TKKG-Folge 140 (Draculas Erben)
- Erzähler in Die Oktonauten
- Erzähler in Weihnachtsmann & Co. KG
- Die drei !!! Fall 16: Total verknallt! als Kellner Georg
- Die drei !!! Fall 30: Falsches Spiel im Internat als Herr von Milow
- Erzähler in Ice Age 3
- Erzähler in Kung Fu Panda 3
- Pirat in Lego:Piratensegel am Horizont
- Kurt in Lego:Die Botschaft von Lars

### Sprecher in Computerspielen
- Dr. John Russell in dem PC-Adventure Undercover: Operation Wintersonne
- Rennfahrer in Need for Speed: Underground 2
- Wedge Antilles, ein Freund von Luke Skywalker, in den Nintendo GameCube Spielen Star Wars: Rogue Leader und Star Wars: Rebel Strike
- Totengräber in dem PC-Adventure Black Mirror
- Helikopterpilot in Conflict: Desert Storm 2
- Mehrere Charaktere in Star Wars: Knights of the Old Republic
- Mehrere Charaktere in Star Wars: The Old Republic
- Ambrosius, der Paladin in dem Adventure Ceville
- Duncan in Dragon Age: Origins
- Captain Bailey und Urdnot Wrex in Mass Effect 2 und Mass Effect 3
- Erzähler in M.U.D. TV
- Xin Zhao in League of Legends
- Lazarus Harry in Deus Ex: Human Revolution
- Stimme im Tutorial in Airline Tycoon 2
- Hurty und Morbius in Grotesque Tactics: Evil Heroes

### Hörspielregie (Auswahl)
- 2002/2003: „4 1/2 Freunde“, 4 Folgen[3]
- seit 2016: „Die Punkies“ (für Sony Music, Label: EUROPA)

### Dialogregie (Auswahl)
- Die tollen Fußball-Stars